# Aduana Stars FC
El Aduana Stars FC es un equipo de fútbol de Ghana que juega en la Liga de fútbol de Ghana, la liga de fútbol más importante del país.

## Historia
Fue fundado en el año 1985 en la ciudad de Dormaa Ahenkro, en la región de Brong-Ahafo. Ha sido campeón de liga en 1 sola ocasión, en el año 2010, siendo el único título ganado en su historia y como curiosidad, se convirtió en el equipo campeón de una liga en el mundo con el peor promedio de goles anotados en 1 temporada, anotando 19 goles en 30 partidos (Promedio 0.63 goles por juego), barriendo la marca del Trabzonspor de Turquía de 25 goles en 30 juegos (Promedio 0.83).
A nivel internacional ha participado en 1 torneo continental, la Liga de Campeones de la CAF 2011, siendo eliminado en la Ronda Preliminar por el WAC Casablanca de Marruecos.

## Palmarés
- Liga de fútbol de Ghana: 2

2010, 2017.

## Participación en competiciones de la CAF
| Temporada | Torneo                       | Ronda          | Club                | Casa | Visita | Global    |
| --------- | ---------------------------- | -------------- | ------------------- | ---- | ------ | --------- |
| 2011      | Liga de Campeones de la CAF  | Preliminar     | Wydad Casablanca    | 1-0  | 0-3    | 1-3       |
| 2018      | Liga de Campeones de la CAF  | Preliminar     | Al-Tahaddy Benghazi | 2-0  | 0-1    | 2-1       |
| 2018      | Liga de Campeones de la CAF  | 1              | ES Sétif            | 1-0  | 0-4    | 1-4       |
| 2018      | Copa Confederación de la CAF | Playoff        | Fosa Juniors FC     | 6-1  | 1-2    | 7-3       |
| 2018      | Copa Confederación de la CAF | Fase de grupos | Raja Casablanca     | 3-3  | 0-6    | 4.º lugar |
| 2018      | Copa Confederación de la CAF | Fase de grupos | AS Vita Club        | 2-1  | 0-2    | 4.º lugar |
| 2018      | Copa Confederación de la CAF | Fase de grupos | ASEC Mimosas        | 0-2  | 0-1    | 4.º lugar |

## Jugadores

### Jugadores destacados
- Daniel Kofi Bonsu